# Dracaena cinnabari
Dracaena cinnabari er et træ i Asparges-familien som stammer fra øgruppen Socotra som ligger i Det Arabiske Hav og tilhører Yemen. Det kaldes Socotra drageblodstræ eller Socotra dragetræ på dansk. Det er opkaldt efter den blodlignende farve på den røde saft, som træerne producerer. Det betragtes som Yemens nationaltræ.
Et beslægtet træ med samme udseende er drageblodstræet (Dracaena draco) som vokser på De Kanariske Øer mere end 7000 km fra Socotra.

## Beskrivelse
Drageblodstræet har en opadvendt, tæt krone. Det er stedsegrøn og kaldes drageblodstræ på grund af sin mørkerøde harpiks, som er kendt som "drageblod". I modsætning til de fleste enkimbladede planter har slægten Dracaena sekundær vækst, og Dracaena cinnabari har endda vækstzoner, der ligner årringe, som man finder hos tokimbladede træarter. Sammen med andre træagtige Dracaena-arter har den en karakteristisk vækstform som (på engelsk) kaldes "dracoid habitus" Der er kun blade for enden af de yngste grene; alle bladene falder af hvert tredje eller fjerde år, samtidig med at nye blade udvikles. Forgrening forekommer oftest, når væksten af endeknop stopper, enten på grund af blomstring eller beskadigelse (f.eks. hvis planteædere spiser af træet).
Træets frugter er små kødfulde bær, der indeholder fra et til fire frø. Når de udvikler sig, bliver de grønne til sorte og orange, når de er modne. Bærrene spises af fugle (f.eks. socotrasortstær) og spredes derved. Frøene er 4-5 mm i diameter og vejer i gennemsnit 68 mg. Bærrene udskiller en dyb rød harpiks, kendt som drageblod.
Ligesom andre enkimbladede planter, f.eks. palmer, vokser drageblodstræet fra spidsen af stammen, hvor de lange, stive blade sidder i tætte rosetter for enden. Når det er modent, forgrener det sig til en paraplyformet krone med blade, der er op til 60 cm lange og 3 cm brede. Drageblodets stamme og grene er tykke og kraftige og har dikotom forgrening, hvor hver af grenene gentagne gange deler sig i to sidegrene. 

### Biologi
Drageblodstræet blomster normalt omkring marts, men blomstringen varierer afhængig af stedet. Blomsterne dannes for enden af grenene. Planterne har blomsterstande med duftende, hvide eller grønne blomster. Det tager fem måneder, før frugterne er helt modne. Frugterne er kødfulde bær, der skifter farve fra grøn til sort, efterhånden som de modnes. Den kødfulde bærfrugt, som ender med at have en orangerød farve, indeholder et til tre frø. Bærrene bliver normalt spist og spredt af fugle og andre dyr.
Træets form er en tilpasning til overlevelse under tørre forhold med lidt jord, som f.eks. på bjergtoppe. Den store, tætpakkede krone giver skygge og reducerer fordampningen. Skyggen hjælper også med at sikre overlevelsen af de frøplanter, der vokser under det voksne træ, hvilket forklarer, hvorfor træerne har en tendens til at vokse tætte grupper.

## Taksonomi
Den første beskrivelse af D. cinnabari blev lavet under en undersøgelse af Socotra ledet af løjtnant James Raymond Wellsted fra Det britiske Ostindiske kompagni i 1835. Det fik først navnet Pterocarpus draco, men i 1880 lavede den skotske botaniker Isaac Bayley Balfour en formel beskrivelse af arten og omdøbte den til Dracaena cinnabari. Ud af mellem 60 og 100 Dracaena-arter er D. cinnabari en af kun seks arter, der vokser som et træ.
D. cinnabari betragtes som en rest af de mio-pliocæne laurasiske subtropiske skove, som nu næsten er uddøde på grund af den omfattende ørkendannelse i Nordafrika.

## Bevaringsstatus

### Trusler
Selvom de fleste af de økologiske levesteder stadig er intakte, er der en stigende befolkning med industriel og turistmæssig udvikling. Det lægger et større pres på vegetationen gennem skovhugst, overgræsning, træfældning og infrastruktur i forbindelse med udviklingsplaner. Selv om træet er udbredt, er det blevet fragmenteret med den udvikling, der er sket i dets levesteder. Mange af dens bestande lider under dårlig regenerering. Menneskelige aktiviteter har i høj grad reduceret bestanden gennem overgræsning og ved at fodre øens husdyr med blomster og frugter. En af de største trusler er den gradvise udtørring af øgruppen Socotra, som har været en løbende proces i de sidste par hundrede år. Det har resulteret i træer, der ikke blomstrer, og varigheden af tåge og skydække omkring området ser også ud til at blive mindre. Stadig mere tørre miljøer forventes at medføre en reduktion på 45 procent af det tilgængelige levested for D. cinnabari inden 2080.
På nuværende tidspunkt er nogle træer blevet brugt til at lave bikuber. Dette var generelt forbudt; det viser, hvordan arten kan være truet af et sammenbrud i den traditionelle praksis på øen.
Den bedst bevarede og største bevoksning af D. cinnabari findes på kalkstensplateauet ved navn Rokeb di Firmihin. Denne ca. 540 hektar store skov har mange sjældne og endemiske arter. Forskning viser, at antallet af træer i denne skov vil falde i de kommende årtier på grund af mangel på naturlig foryngelse.

## Anvendelse
Træerne kan høstes for deres purpurrøde harpiks, kaldet drageblod, som var meget værdsat i den antikke verden og stadig bruges i dag som et stimulerende og abortfremkaldende middel. I  Middelhavsomådet bruges det som farvestof og medicin, og socotranerne bruger det som dekoration samt til farvning af uld, limning af keramik, at give til frisk ånde og som læbestift. Roden giver et gummi-harpiks, der bruges i gurglevand som et stimulerende og astringerende middel og i tandpasta. Roden bruges mod gigt, og bladene er carminative (dvs. modvirker luft i tarmen).
I 1883 identificerede den skotske botaniker Isaac Bayley Balfour tre kvaliteter af harpiks: De mest værdifulde havde et tåreagtigt udseende, derefter en blanding af små splinter og fragmenter, mens en blanding af fragmenter og rester var den billigste. Harpiksen fra D. cinnabari menes at have været den oprindelige kilde til drageblod, indtil man i middelalderen og renæssancen begyndte at bruge andre planter i stedet. På grund af troen på, at det er blod fra drager, bruges det også til rituel magi og alkymi.
De lokale indbyggere på Socotra-øen brugte drageblodsharpiksen som et universalmiddel. Grækerne, romerne og araberne brugte det til sårheling, som koaguleringsmiddel, til at kurere diarré, dysenteri og til at sænke feber. Det blev også taget mod sår i munden, halsen, tarmene og maven.
Drageblod fra D. cinnabari blev brugt som kilde til lak til italienske violinbyggere i det 18. århundrede. Det blev også brugt som tandpasta i det 18. århundrede. Det bruges stadig som lak til violiner og til fotogravering. Drageblod er også nævnt i en tekst fra det 16. århundrede, Von Stahel und Eysen, som en ingrediens i et bratkølingsbad til hærdning af stål.